# Härjedalen Sveg Airport
Härjedalen Sveg Airport tidigare Svegs flygplats (IATA: EVG, ICAO: ESND), är en regional flygplats som ligger 4 kilometer nordost om Sveg i Härjedalen. Flygplatsen ägs av Härjedalens kommun och trafikeras av reguljärflyg till Stockholm-Arlanda. 

## Historik
Flygplatsen öppnades 1971. Den byggdes år 2002 ut med 350 m längre bana och större terminal för att kunna ta emot större flygplan och därmed också fler turister till Härjedalsfjällen.

## Flygtrafik
Rullbanan på flygplatsen är 1 700 meter lång och kan ta emot flygplan med drygt 100 stolar. Flygtrafiken mellan Sveg och Stockholm-Arlanda upphandlas av Trafikverket och får statligt stöd.
Trafiken består av två turer i varje riktning på vardagar, förutom en ytterligare tur på torsdagar och en tur på söndagar. Antal passagerare var 2019 mellan fyra och fem passagerare per tur (5 389 totalt).
Det svenska bolaget Jonair har sedan oktober 2019 uppdraget från Trafikverket att flyga sträckan. Tidigare flygbolag har varit: Nextjet (-2011) Avies (2011-2015), Nextjet (2015), Flexflight (2015-2019). Flygningarna går numera direkt till Arlanda, men de mellanlandade fram till 2018 på Mora-Siljan flygplats som lades ned 2019.
Svegs flygklubb finns på flygplatsen.

### Flygbolag och destinationer
| Flygbolag | Destinationer     |
| --------- | ----------------- |
| Jonair    | Stockholm-Arlanda |

## Marktransport
Taxi och taxitransfer samt hyrbil finns för att ta sig till och från flygplatsen. E45 passerar en kilometer söder om flygplatsen.
Från flygplatsen når man inom en timme med bil Lofsdalen, Vemdalsskalet, Björnrike, Klövsjö, Lillhärdal, Ytterhogdal  eller Hede. Inom två timmar når man så Funäsdalsfjällen med Tänndalen, Funäsdalen, Hamra och Ramundberget. Länstrafiken i Jämtlands län har bussar till flera av dessa platser från Svegs station, cirka 4 km från flygplatsen. Även Ljusdal har sin närmaste flygplats i Sveg, 109 km vägavstånd.